# 不散
《不散》是蔡明亮執導的第6部劇情長片，同時也是第60屆威尼斯影展正式競賽片；該片向1967年胡金銓執導的武俠電影《龍門客棧》致敬，不只劇中不斷出現戲院播放此電影片段，甚至《龍門客棧》裡的演員石雋和苗天還坐在戲院裡觀賞自己以前所主演的電影。

## 劇情
老舊的福和大戲院在停止營業的前一天正在播映經典的武俠電影《龍門客棧》，外頭下大雨，戲院極度冷清，日本青年在看電影時發現戲院裡觀眾似乎特別奇怪，有彷彿是劇中演員衰老地坐在四周，也有神秘的觀眾，讓日本青年懷疑這些人都是鬼魂。
另一方面，戲院裡跛腳的女售票員一直見不到年輕的放映師傅，她捧著吃到一半的壽桃前往機房想見他最後一眼，但仍找不到放映師，她在整個戲院裡四處尋找仍未果；而在戲院終於關門後，男放映員在下班前發現售票處裡電鍋中有一半的壽桃，他穿著雨衣騎機車離去，在戲院門口仍走的售票員這時才見著放映師離去的背影。

## 演員
- 李康生 飾 放映員
- 陳湘琪 飾 女售票員
- 三田村恭伸 飾 日本遊客
- 石隽 飾 他自己
- 苗天 飾 他自己
- 陳昭榮 飾 他自己
- 楊貴媚 飾 吃花生的女人
- 李幼鸚鵡鵪鶉

## 獎項
| 獎項             | 獎項                  | 受獎者                      | 階段／結果 |
| ---------------- | --------------------- | --------------------------- | ---------- |
| 第60屆威尼斯影展 | 金獅獎                | 《不散》 台灣               | 提名       |
| 第60屆威尼斯影展 | 國際影評人費比西獎    | 《不散》 台灣               | 獲獎       |
| 芝加哥影展       | 金牌獎                | 《不散》 台灣               | 獲獎       |
| 夏威夷影展       | 評審團獎              | 《不散》 台灣               | 獲獎       |
| 法國南特影展     | 最佳導演              | 蔡明亮                      | 獲獎       |
| 第40屆金馬獎     | 最佳劇情片            | 《不散》 汯呄霖電影有限公司 | 提名       |
| 第40屆金馬獎     | 最佳導演              | 蔡明亮                      | 提名       |
| 第40屆金馬獎     | 最佳女主角            | 陳湘琪                      | 提名       |
| 第40屆金馬獎     | 最佳剪接              | 陳勝昌                      | 獲獎       |
| 第40屆金馬獎     | 最佳音效              | 杜篤之、湯湘竹              | 提名       |
| 第40屆金馬獎     | 年度最佳台灣電影      | 《不散》                    | 獲獎       |
| 亞太影展         | 評審團大獎            | 《不散》                    | 獲獎       |
| 亞太影展         | 最佳女配角            | 陳湘琪                      | 獲獎       |
| 台灣影評人協會   | 21世紀20大國片 第三名 | 《不散》蔡明亮              | 獲獎       |